# Klederdracht Museum Amsterdam
Het Klederdracht Museum Amsterdam aan de Herengracht was een museum dat Nederlandse  klederdrachten toonde. Het museum sloot in 2020 tijdens de Coronapandemie wegens gebrek aan financiële middelen en te lage bezoekersaantallen.

## Het gebouw
Het museum was gehuisvest in een 17e-eeuws grachtenpand, tevens rijksmonument, aan de Herengracht, om de hoek van de  Leidsestraat in het centrum van Amsterdam. In 1665 kocht de lijnslager Jan Jacobszn van Gelder het erf waarop hij de nummers 427 en 429 liet bouwen. De timmermansbaas Cornelis de Roos heeft hier kort na 1700 de beide halsgevels voor laten zetten, die nog onveranderd bewaard zijn gebleven. Het huidige interieur bevat een originele Delftsblauwe wc-pot, die nog altijd in functie is.

## Collectie
Het museum belichtte het vakmanschap, de artisticiteit en de passie waarmee klederdrachten tot stand zijn gekomen. De collectie omvatte een doorsnede van de streekdrachten en volkskunst per regio. Iedere streek heeft zijn eigen dracht, met daarbinnen variaties per dorp en per levensfase, zoals die van een huwelijk of rouwperiode. Het museum telde zeven kamers, geschilderd in de voor een bepaalde regio kenmerkende kleuren en motieven. Per kamer kwamen ook verhalen van de dragers aan bod, die uitleg gaven over de functie van de getoonde kleding uit Volendam, Marken, Hindeloopen, Staphorst, Spakenburg en Zeeland.
Het museum was bedoeld voor iedereen met een interesse in Nederlandse folklore. De verzameling gaf een goed beeld van de belangrijkste streekkostuums, zoals gewone mensen die vroeger droegen en in sommige dorpen zelfs nu nog dragen.

## De museumwinkel
In de museumwinkel waren allerlei zaken te koop zoals sieraden, handwerkproducten, schrijfgerei, textielproducten van traditionele stoffen en kindercadeautjes.